# Lana Rhoades
Lana Rhoades, pseudonimo di Amara Maple (Chicago, 6 settembre 1996), è un'ex attrice pornografica statunitense.

## Biografia
Lana Rhoades, pseudonimo di Amara Maple, è nata in Illinois da una famiglia di origine cecoslovacca. Ha lavorato come cameriera nella catena di ristoranti The Tilted Kit.
Gira le prime scene pornografiche nell'aprile del 2016 quando, dopo essersi trasferita da Chicago a Los Angeles, acquista velocemente un'ampia porzione di pubblico. Nell'agosto del 2016, stando a quanto riportato dalla stessa attrice, aveva già preso parte a circa 50 produzioni. Dopo una pausa di tre mesi per far ritorno a Chicago è tornata da novembre a girare scene. Lana Rhoades ha già lavorato con famose case di produzione del mondo del porno tra le quali figurano Evil Angel, Jules Jordan Video, Tushy, Elegant Angel e HardX. Ad agosto 2016 è comparsa nell'edizione americana della rivista Penthouse come "Pet of the Month". Il suo nome d'arte è stato scelto dal suo agente Mark Spiegler e ha tatuato due cuoricini rossi con la scritta "Jon" sulla natica destra, un drago rosso sulla spalla destra e una scritta in arabo sulla gamba sinistra.
Nel gennaio 2017 è stata premiata agli XBIZ Awards nella categoria "Best New Starlet" e agli AVN Awards con il premio del pubblico "Hottest Newcomer". A marzo è uscito il suo progetto dal titolo "Lana", disponibile sia in formato DVD che in streaming e download digitale. La trama è liberamente ispirata alla serie americana The Girlfriend Experience uscita nel 2016. Sempre a marzo si è di nuovo trasferita a Los Angeles. Alla fine di settembre è uscito il DVD del suo secondo progetto "Lana Rhoades Unleashed".
Alla cerimonia di premiazione degli AVN Awards tenutasi a gennaio 2018 durante l'Adult Entertainment Expo a Las Vegas ha vinto il premio nella categoria "Best Anal Sex Scene" per "Anal Savages #3" (Jules Jordan Video, 2017) girato con Markus Dupree.
Ha firmato un contratto da aprile ad agosto 2016 per l'agenzia Spieglergirls, successivamente è stata ingaggiata come rappresentante di LA Direct Models da gennaio a ottobre 2017.
Alla fine dello stesso anno ha annunciato il suo ritiro dal porno, dedicandosi all'attività web nei suoi profili Snapchat e OnlyFans, oltre che a quella di influencer su Instagram; ha successivamente rivelato che tale decisione era nata da un crescente disgusto, e in seguito depressione, causata dal fatto di sentirsi obbligata dal proprio agente a girare certi tipi di scene hard. Ha, infatti, raccontato di aver chiesto di poter cancellare dal web tutte le scene girate nella sua carriera, ma della maggior parte di essa non dispone dei diritti d'autore.

## Vita privata
A gennaio 2022 ha annunciato la nascita del suo primo figlio.

## Filmografia
- 2 Cute 4 Porn #4 (2016)
- Bang Bros 18 #13 (2016)
- Banging Cuties (2016)
- Beautiful Tits #3 (2016)
- Best Friends Share Two BBCs (2016)
- Black Loads Matter (2016)
- Blacks On Blondes: Lana Rhoades (2016)
- Brothers and Sisters #3 (2016)
- Busty Nurses #3 (2016)
- Cuckold Sessions: Lana Rhoades (2016)
- Cum Swallowing Auditions #27 (2016)
- Dirty Talk #4 (2016)
- Flesh Hunter #14 (2016)
- Going Bonkers (2016)
- Going Bonkers #1 (2016)
- Going Bonkers #2 (2016)
- Going Bonkers #3 (2016)
- Hot Models (2016)
- Interracial Icon #3 (2016)
- Kayden Kross' Big Natural Tits Casting Couch (2016)
- Kiss #5 (2016)
- Lana #1 (2016)
- Lana Rhoades Experience (2016)
- Lana Rhoades Fucks at the Office (2016)
- Lana Rhoades Takes It To The Next Level (2016)
- Lemonade With Lana (2016)
- Love And Zen (2016)
- Love Stories #5 (2016)
- My Daughter's Hot Friend (2016)
- My Daughter's Hot Friend #21533 (2016)
- My GF Likes his Big Black Cock a Little Too Much (2016)
- Net Skirts 15.0 (2016)
- Office 4-Play: Intern Edition (2016)
- Over Easy (2016)
- Perfect #10 (2016)
- Slut Auditions (2016)
- Slut Puppies #11 (2016)
- Stacked #5 (2016)
- Taste Of Kink (2016)
- Throat Shafting A Blue Eyed Angel (2016)
- Twisted Passions #18 (2016)
- Women Seeking Women #130 (2016)
- Women Seeking Women #132 (2016)
- 1st Blowbang (2017)
- 406 Mulberry Rd (2017)
- A Knob Well Done (2017)
- Anal In Hollywood (2017)
- Anal Savages #3 (2017)
- Art of Pussy Eating: Sit on My Face, Girlsway
- Bad Girls Bad Girls (2017)
- Bad Lesbian #8 (2017)
- Bang Bros 18 #17 (2017)
- Bang Bros Invasions #19 (2017)
- BFF Share a Massage (2017)
- Blacks On Blondes: Lana Rhoades #2 (2017)
- Bouncing Boobies (2017)
- Caught Snooping (2017)
- Dirty Wives Club #23617 (2017)
- Double Occupancy (2017)
- Facepage Incident (2017)
- Facialized #4 (2017)
- Flirt And Squirt (2017)
- Girls of Bang Bros #67: Lana Rhoades (2017)
- Gorgeous Lana Rhoades Takes Control of Big Cock (2017)
- Great Workout (2017)
- Head of the House (2017)
- Her Favorite Toys (2017)
- Hookup Hotshot: New to the Internet (2017)
- Hot Wife Loves BBC (2017)
- Hottest Girls in Porn #3 (2017)
- I Had Sex With My Boss (2017)
- I Have a Wife #23175 (2017)
- I Love to Gape (2017)
- I've Waited All Week For This (2017)
- In Control (II) (2017)
- Interracial Icon #5 (2017)
- It's a Sister Thing #2 (2017)
- Just Like My Sister (2017)
- Lana (2017)
- Lana #2 (2017)
- Lana #3 (2017)
- Lana #4 (2017)
- Lana #5 (2017)
- Lana Is Olivia's Dream (2017)
- Lana la Soumise (2017)
- Lana Rhoades - Casting X #175 (2017)
- Lana Rhoades 1st DA (2017)
- Lana Rhoades and Aidra Fox (2017)
- Lana Rhoades Filthy Fantasies (2017)
- Lana Rhoades First Gang Bang (2017)
- Lana Rhoades Spends the Day With My BBC (2017)
- Lana Rhoades Unleashed (2017)
- Lana Rhoades Unleashed #1 (2017)
- Lana Rhoades Unleashed #2 (2017)
- Lana Rhoades Unleashed #3 (2017)
- Lana Rhoades Unleashed #4 (2017)
- Lana Rhoades Works Hard for the Cum (2017)
- Lana's Nasty Challenge (2017)
- Lesbian Seduction (2017)
- Lesbian Seductions #59 (2017)
- Model Behavior (2017)
- Mommy Is Your First (2017)
- Mommy's Dirty Little Masseur II (2017)
- My Friend's Hot Girl #23387 (2017)
- My Sister's Hot Friend #22605 (2017)
- My Son Has Good Taste (2017)
- My Stepdaddy Punished My Pussy (2017)
- Naturally Stacked Stories (2017)
- Naturally Stacked Stories - Chess Match (2017)
- Naughty America #22519 (2017)
- Naughty America #22521 (2017)
- Naughty America #2309 (2017)
- Neglected Lana Rhoades Gets Fucked By An Intruder (2017)
- Newbies #3 (2017)
- Orgy Party (II) (2017)
- Please Help Me (2017)
- Please Make Me Lesbian #14 (2017)
- Poolside Ass-Play (2017)
- Porn Investigators (2017)
- Pussy Cums Home (2017)
- Pussy So Good You Pop Twice (II) (2017)
- Pussy Taco For Cinco De Mayo (2017)
- Salt and Pepper (2017)
- Sensual Photography (2017)
- Sex With My Trainer (2017)
- Sex With My Trainer (II) (2017)
- Sexy Hotwife Stories (2017)
- She Loves Anal (2017)
- Sisters Lucky Day (2017)
- Squirtng Camgirl (2017)
- Staircase Seduction (2017)
- Step-Sister Caught (2017)
- Step-Sisters Of Beverly Hills (2017)
- Stepsister Blackmails Peeping Stepbrother (2017)
- Sunday Morning (2017)
- Swallowed #5 (2017)
- Thease Me Then Fuck Me (2017)
- Teenage Fantasies (2017)
- Tori Black is Back (2017)
- Two Of A Kind (2017)
- Vacation Time (2017)
- Watching Porn With Sister II (2017)
- When Lana's Home Alone... (2017)
- White Bitch Sanwich #6 (2017)
- Woman Seeking Women (2017)
- Young and Beautiful #4 (2017)
- Almost Caught at the Spa (2018)
- BBC Vacation (2018)
- Dancing Too Far (2018)
- Girlsway's Newest Director (2018)
- It's A Family Thing #2 (2018)
- Just Like My Sister (2018)
- Moms In Control #8 (2018)
- My BBC Anal Threesome Fantasy (2018)
- On Point (2018)
- True Anal Love (2018)
- Ultimate Fuck Toy: Lana Rhoades (2018)
- Vacation with Daddy (2018)
- WUNF #240 (2018)

## Riconoscimenti
- AVN Awards
  - 2017 – Hottest Newcomer (Fan Award)[13]
  - 2017 – Candidatura per Best New Starlet
  - 2017 – Candidatura per Best Boy/Girl Sex Scene con Xander Corvus
  - 2018 – Best Anal Sex Scene  per Anal Savages 3  con Markus Dupree[8]
  - 2018 - Candidatura per Best Double Penetration Sex Scene con Mick Blue e Markus Dupree
  - 2018 - Candidatura per Best Girl/Girl Sex Scene con Olivia Nova[14]
  - 2018 – Candidatura per Best Group Sex Scene con Mick Blue, Xander Corvus, Markus Dupree, Small Hands e John Strong
  - 2018 – Candidatura per Female Performer of the Year
  - 2018 – Candidatura per Best Solo/Tease Performance
- XBIZ Awards
  - 2017 – Best New Starlet[7]
  - 2017 - Candidatura per Best Sex Scene - All-Girl con Veruca James[15]
  - 2017 – Candidatura per Best Sex Scene – Gonzo Release con Mike Adriano
  - 2018 – Candidatura per Best Sex Scene – Virtual Reality con Kylie Page, Lily Jordan e Ryan Driller[16]
  - 2018 – Candidatura per Female Performer of the Year
- XRCO Awards
  - 2017 – Candidatura per New Starlet of the Year[17]
- Spank Bang Awards
  - 2017[18][19]
  - Porn's Next Superstar
  - Stella Cox's Favorite Stalker
  - World's Hottest 'Would Be' Lesbian
  - Candidatura per Best Body Built For Sin
  - Candidatura per Best Booty
  - Candidatura per Best 'Come Fuck Me' Eyes
  - Candidatura per Cuckold Connoisseur of the Year
  - Candidatura per Most Beautiful Seductress
  - Candidatura per Most Photogienic Nymphomaniac
  - Candidatura per Newcummer of the Year
  - Candidatura per Pussy of the Year
  - Candidatura per The Total Package